# Norfolk Air
Norfolk Air é uma companhia aérea baseada na Ilha Norfolk e é atualmente administrada pelo Governo da Ilha Norfolk e pela Our Airline, a qual opera também todos os seus serviços.
Presta serviços de voo de ida e volta partindo da Ilha Norfolk à Brisbane e Sydney aos domingos, quartas-feiras e sábados, à Newcastle nas segundas-feiras e à Melbourne nas sextas-feiras. Durante 2008, havia também operações de voo para Hamilton e Auckland, na Nova Zelândia. Embora os voos da Norfolk Air são considerados voos domésticos, são operados a partir dos terminais internacionais de cada aeroporto e os passageiros devem portar um documento de identidade ou passaporte, a fim de passar pela alfândega, imigração ou verificações de bordo na aeronave.
Seu hub principal é o Aeroporto Internacional da Ilha Norfolk.

## História
A companhia iniciou suas operações em 1º de Novembro de 2006.  Os serviços aéreos entre o Continente Australiano e a pequena Ilha Norfolk eram geridos pela Norfolk Jet Express até 4 de Junho de 2005, quando tornou-se insolvente e entrou em liquidação voluntária e suas operações cessaram. Posteriormente, acordos foram postos em prática, envolvendo as empresas Alliance Airlines e Qantas, mas estes acordos deixaram Norfolk sem uma companhia aérea própria. Então as autoridades norfolkinas estabelecem a Norfolk Air.
Desde 2007, a Ozjet Airlines estava operando em conjunto (codeshare) com a Norfolk Air, assim adiu um Boeing 737-200, funcionários e tripulação técnica local e continental.
Na quarta-feira, 29 de Abril de 2009, Jeff Murdoch, director executivo da Norfolk Air anunciou que Our Airline assumirá todos os serviços da Ozjet Airlines.  Isto fez com que o presidente da Ozjet tomasse a decisão de encerrar todos os serviços com efeito imediato. A Our Airline já estava em preparação para assumir seus serviços e tal acção deu início para a actual administração.

## Frota

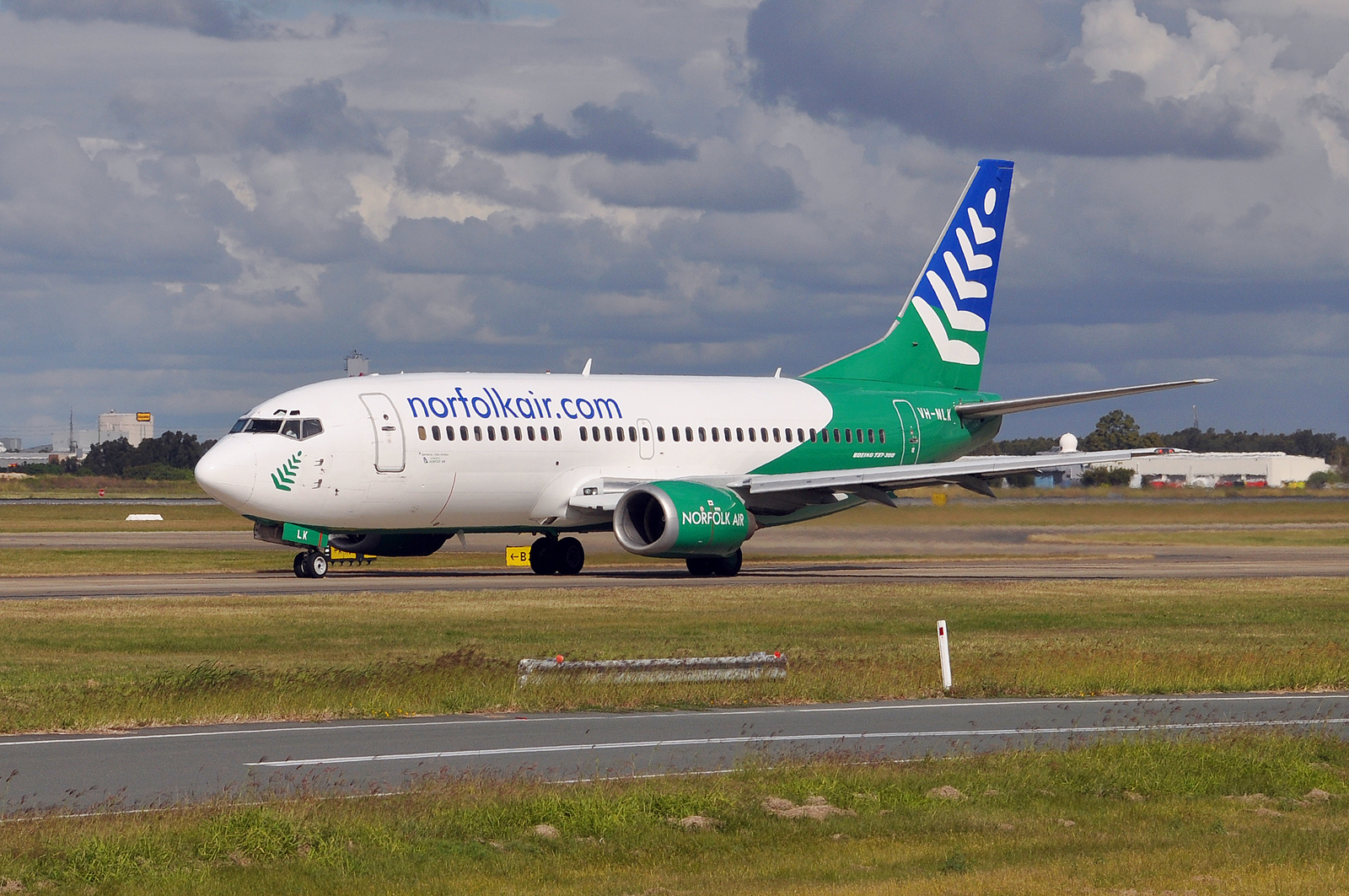
Boeing 737-300 da Norfolk Air.

A companhia aérea norfolkina há apenas um Boeing 737-300.
| Aeronave       | Registro | Poltronas | Destinos                                               | Notas                    |
| -------------- | -------- | --------- | ------------------------------------------------------ | ------------------------ |
| Boeing 737-300 | VH-NKL   | 126       | Ilha Norfolk, Brisbane, Sydney, Newcastle, e Melbourne | Operado pela Our Airline |

## Ver Também
- Aeroporto Internacional da Ilha Norfolk
- Our Airline
- Boeing 737-300

## Ligações Externas
« Todas as páginas das ligações externas são em língua inglesa! »

- Norfolk Air official website
- Our Airline official website
- Dados e informações sobre Norfolk Air
- Nomeação do director executivo da Norfolk Air – People On The Move, etravelblackboard.com
- Serviços da Norfolk Air agora operados pela Our Airline – Airline News, etravelblackboard.com